# کلتکس
کلتکس (به انگلیسی: Caltex) شرکت نفتی چندملیتی آمریکایی است، که نام تجاری شرکت شورون در بیش از ۶۰ کشور؛ در مناطق آسیای شرقی، خاورمیانه، استرالیا و آفریقای جنوبی می‌باشد.
نام کلتکس از ۲ نام کالیفرنیا (از استاندارد اویل کالیفرنیا یا شورون) و تگزاس (از شرکت نفت تگزاس یا تکزاکو) اقتباس شده‌است.

## تاریخچه

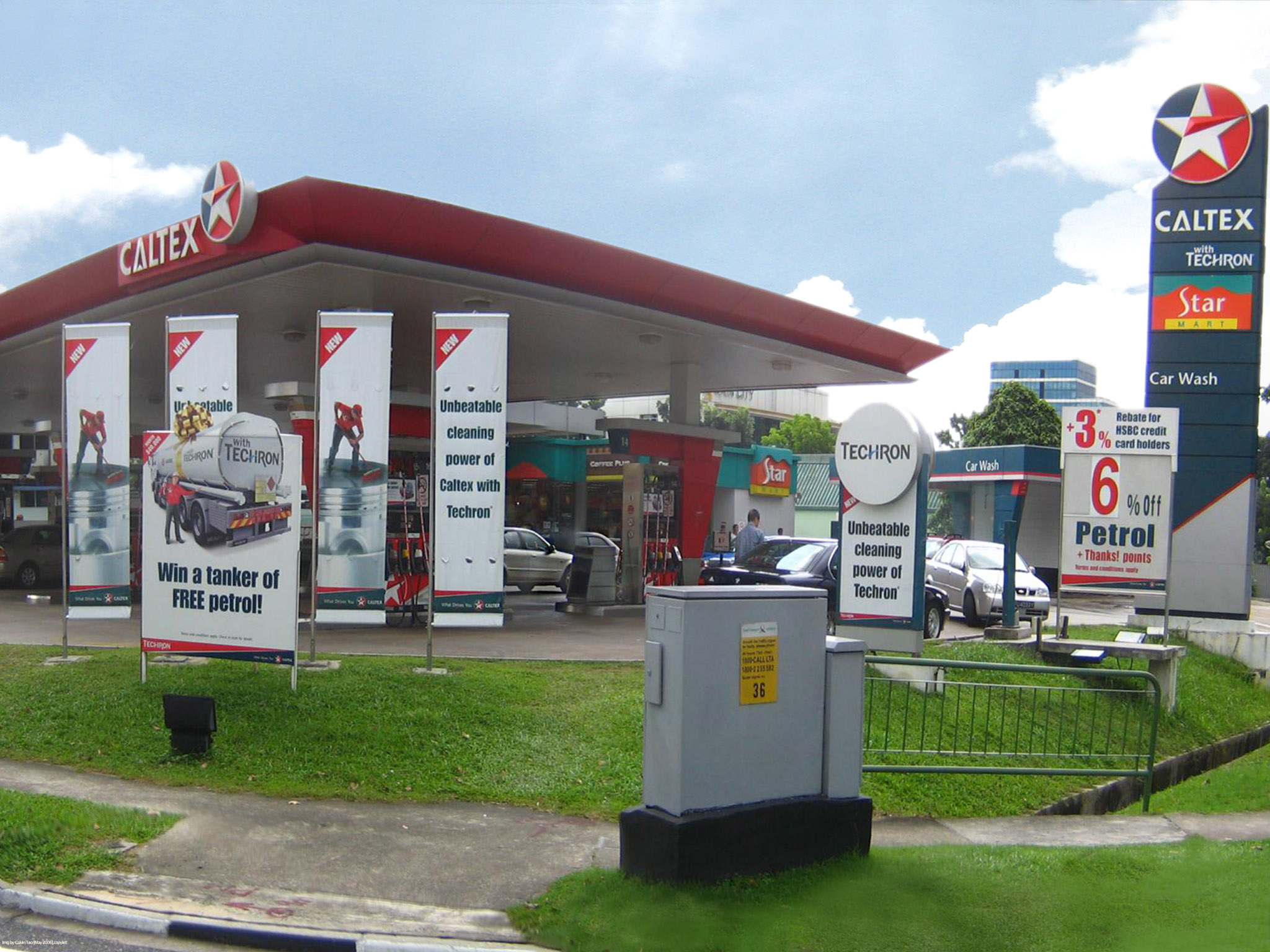
پمپ بنزین کلتکس، در سنگاپور

شرکت کلتکس، یک سرمایه گذاری مشترک، میان شرکت نفت تگزاس (تکزاکو) و استاندارد اویل کالیفرنیا (شورون) بود، که در سال ۱۹۳۶ به اجرا درآمد. این شرکت، از منابع نفت عربستان سعودی که امتیاز تولید آن، در همان سال تأسیس، یعنی ۱۹۳۶ توسط این دو کمپانی، گرفته شده بود، استفاده می‌کرد.
در سال ۲۰۰۱ که دو کمپانی شورون و تکزاکو، با هم ادغام شدند، کلیه سهام کلتکس در اختیار شورون قرار گرفت. این شرکت، پس از ادغام دو کمپانی، همچنان به فعالیت خود، به عنوان یک نام تجاری بین‌المللی، ادامه داد.

## استرالیا

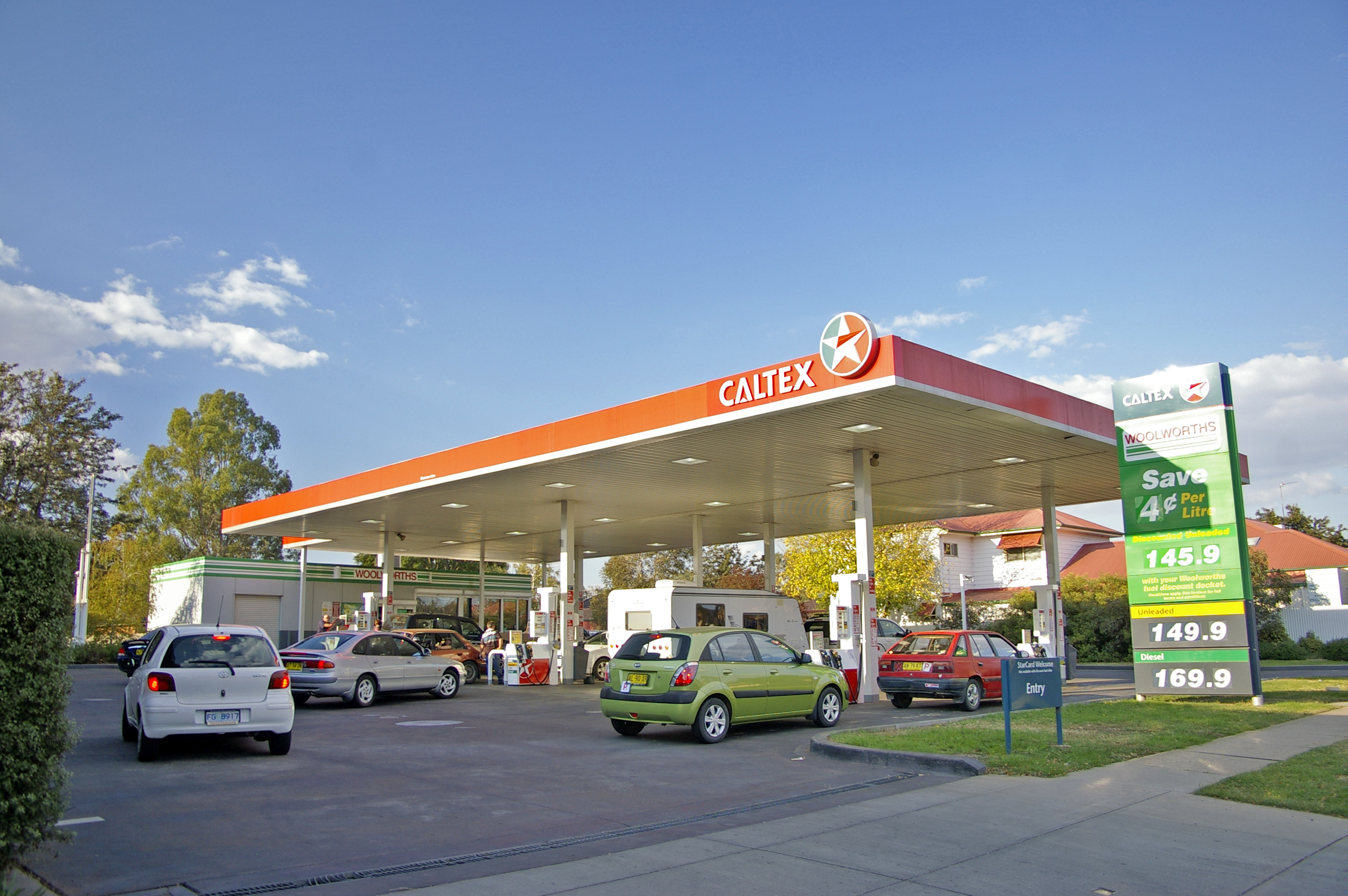
پمپ بنزین کلتکس، در نیو ساوت ولز استرالیا

شرکت کلتکس استرالیا، که ۵۰٪ درصد از سهام آن، متعلق به شورون و ۵۰٪ درصد دیگر از سهام این شرکت، در اختیار سهامداران استرالیایی می‌باشد.
جولیان سگال، از ژوئیه سال ۲۰۰۹ به عنوان مدیر عامل اجرایی و رییس هیئت مدیره کلتکس استرالیا بوده‌است.
کلتکس، بزرگترین شبکه جایگاه‌های پمپ بنزین را در بین تمامی شرکت‌های نفتی در استرالیا، را دارا می‌باشد.
در ماه اوت ۲۰۱۲، شرکت کلتکس، دو پالایشگاه نفت را در استرالیا تأسیس کرد: یکی در شهر سیدنی، نیو ساوت ولز و دیگری در بریزبن، کوئینزلند.

## کره جنوبی

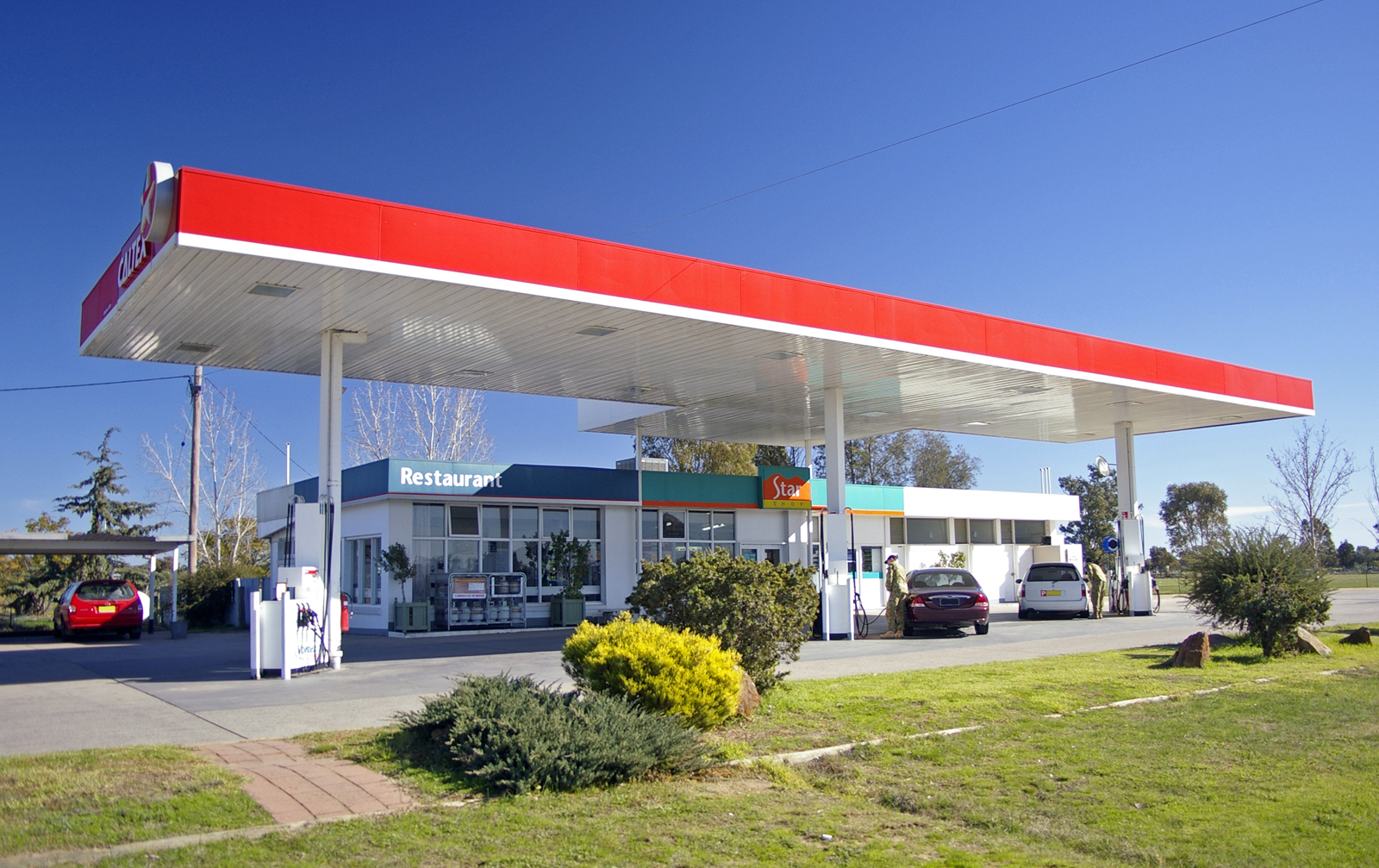
پمپ بنزین کلتکس، در واگا واگا

شرکت کلتکس، در کره جنوبی، با نام تجاری "ال‌جی-کلتکس"، در سال ۱۹۶۷ تأسیس شد. این شرکت، یک سرمایه‌گذاری مشترک، میان شرکت شورون و ال‌جی گروپ می‌باشد. در تاریخ ۲۷ ژانویه ۲۰۰۶، جی‌اس گروپ، سهام ال‌جی گروپ را خریداری کرد، سپس نام این شرکت، به "جی‌اس کلتکس" تغییر یافت.
جی‌اس کلتکس، اولین شرکت نفتی خصوصی، در کره جنوبی است. این شرکت یک سوم نفت خام مورد نیاز کشور کره جنوبی را تأمین می‌کند و این در حالی است، که ۵۰% درصد از تولید خود را، صادر می‌نماید!

## فیلیپین

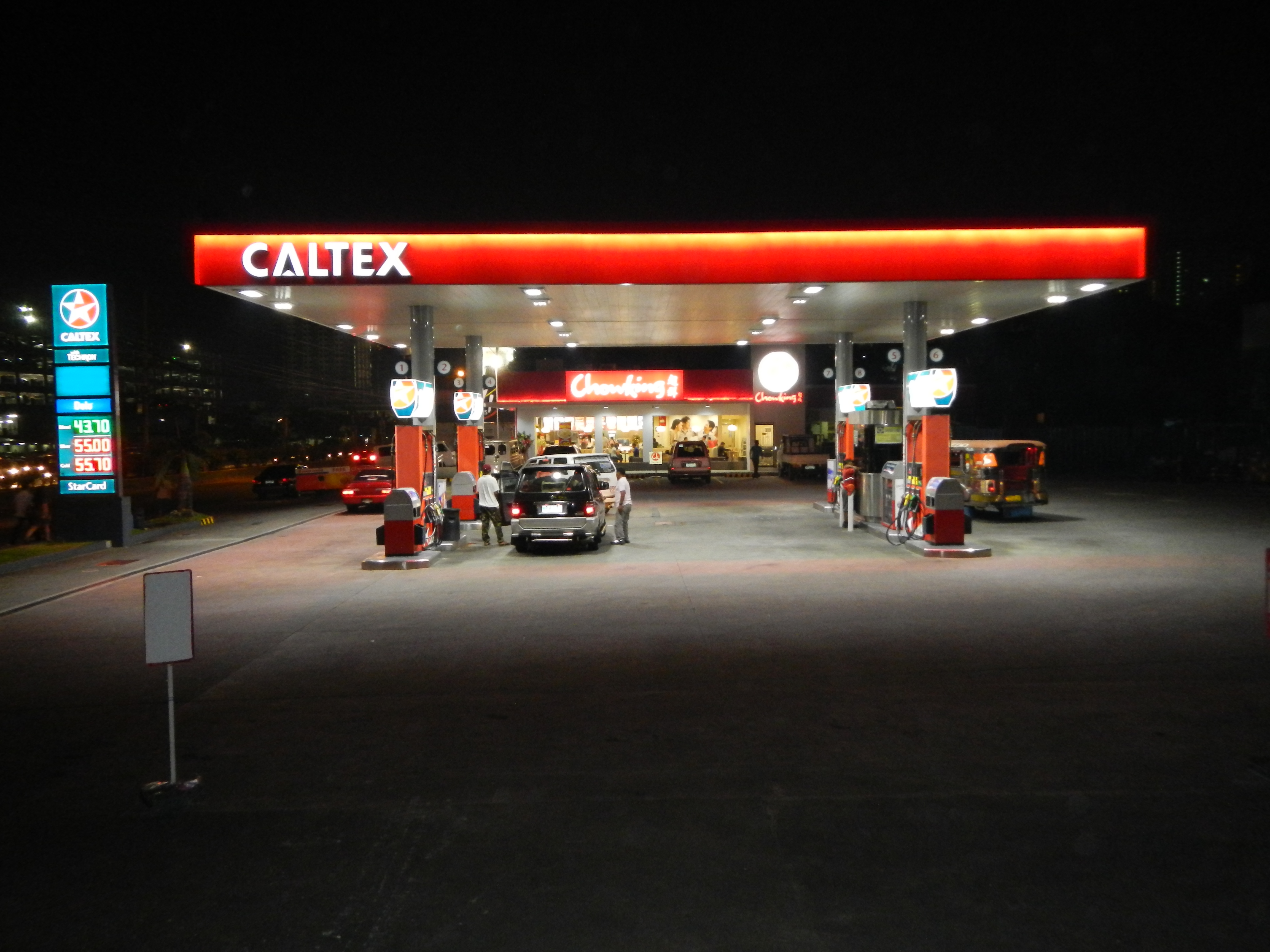
جایگاه پمپ بنزین کلتکس، در کزون سیتی، فیلیپین

کلتکس در فیلیپین، در سال ۱۹۱۷ تأسیس شد. زمانی که شرکت تکزاکو، بازاریابی محصولات خود در فیلیپین را از طریق یک توزیع کننده محلی، آغاز نمود.
در سال ۱۹۲۱، تکزاکو فیلیپین، به‌طور رسمی تأسیس شد و دفتر مرکزی آن در مانیل مستقر گشت. پس از ادغام تکزاکو، با شورون، این شرکت به کلتکس فیلیپین تغییر نام داد.

## آفریقای جنوبی

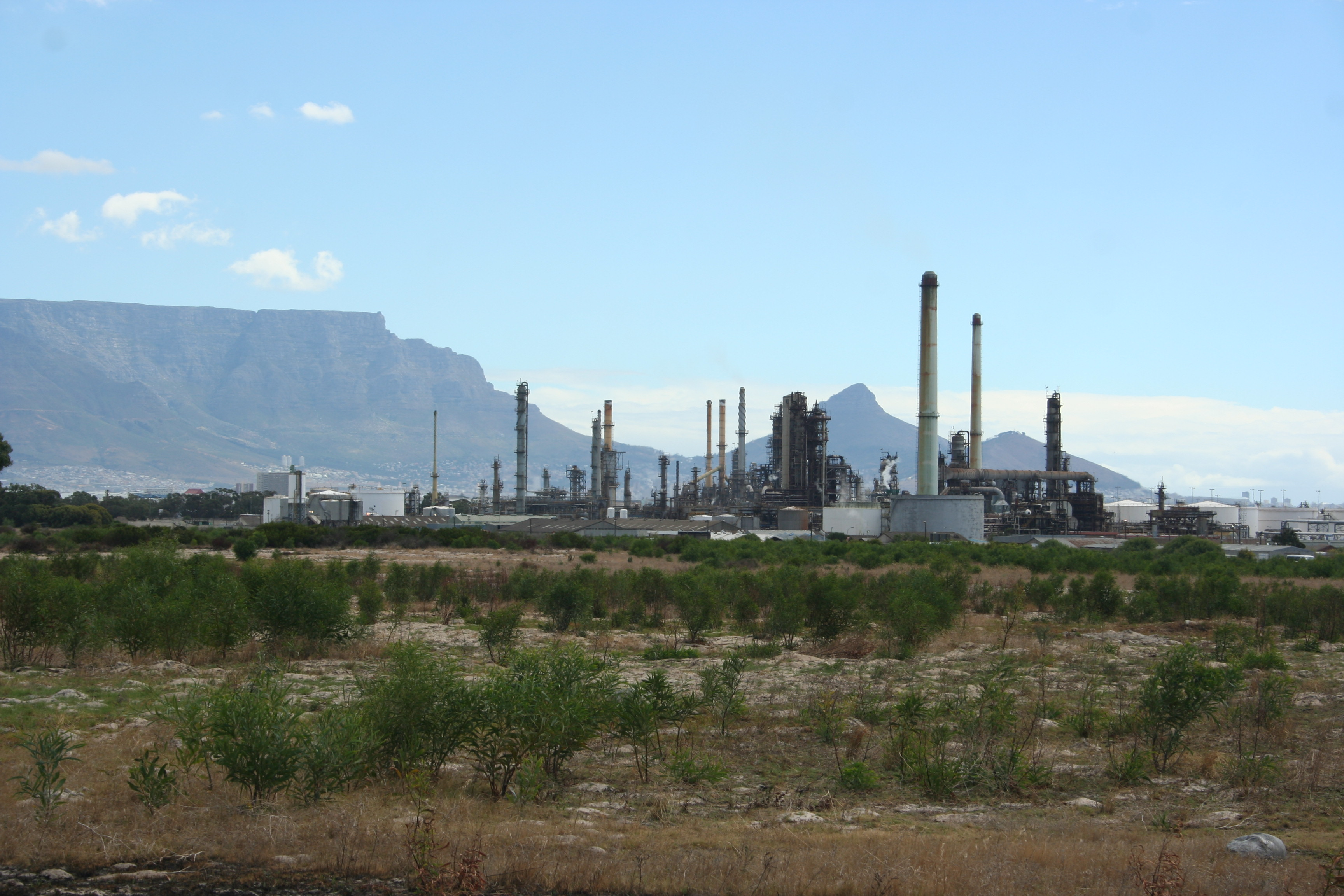
پالایشگاه کلتکس، در کیپ تاون آفریقای جنوبی

یک چهارم از ایستگاه‌های خدمات کلتکس، در آفریقای جنوبی مستقر می‌باشند. این شرکت، یکی از پنج شرکت بزرگ نفتی در کشور آفریقای جنوبی است.
کلتکس آفریقای جنوبی، به عنوان یک شرکت تابعه از شورون فعالیت می‌نماید و به‌طور غیر مستقیم، مالک یک پالایشگاه در کیپ تاون می‌باشد، که دارای ظرفیت تولیدی معادل ۱۰۰،۰۰۰ بشکه در روز بوده و تولید طیف وسیعی از محصولات پتروشیمی، که شامل بنزین، گازوئیل، سوخت جت، گاز مایع، نفت سوخت و آسفالت بوده را، دارا می‌باشد. این شرکت همچنین دارای کارخانه تولید گریس و نیز آزمایشگاهی در دوربان است.

## تایوان
شرکت "کلتکس آسیا"، که در برخی کشورهای آسیایی فعالیت می‌نماید، در شهر تایپه تایوان مستقر است.